# Mandato dal cielo
Mandato dal cielo (Heaven Scent) è un film del 1956 diretto da Edward Selzer. È un cortometraggio animato della serie Merrie Melodies, prodotto dalla Warner Bros. e uscito negli Stati Uniti il 31 marzo 1956. I protagonisti del cartone animato sono Pepé Le Pew, Penelope Pussycat.

## Distribuzione

### Edizione italiana
Nella prima edizione italiana risulta diverso da quello originale; per esempio, nell'edizione originale il pescatore canta una canzone e i cani abbaiano, ma nella versione italiana sono stati tolti.